# Zapasy na Igrzyskach Wspólnoty Narodów 1994
Zapasy na Igrzyskach Wspólnoty Narodów 1994, odbyły się w Victorii.

## Mężczyźni

### Styl wolny
| Kat. wagowa |                 |                   |                     |
| ----------- | --------------- | ----------------- | ------------------- |
| 48 kg       | Isaac Jacob     | Paul Ragusa       | Rajesh Kumar        |
| 52 kg       | Selwyn Tam      | Andrew Hutchinson | Kripa Shankar Patel |
| 57 kg       | Robert Dawson   | Ashok Kumar Garg  | Cory O’Brien        |
| 62 kg       | Marty Calder    | John Melling      | Arut Parsekian      |
| 68 kg       | Chris Wilson    | Ibo Oziti         | Muhammad Umar       |
| 74 kg       | David Hohl      | Reinold Ozoline   | Calum McNeil        |
| 82 kg       | Justin Abdou    | Randhir Singh     | Bashir Bhola Bhala  |
| 90 kg       | Scott Bianco    | Victor Kodei      | Graeme English      |
| 100 kg      | Gregory Edgelow | Noel Loban        | Subhash Verma       |
| 130 kg      | Andy Borodow    | Jackson Bidei     | Amarjit Singh       |

## Tabela medalowa
| Poz.    | Państwo   |    |    |    | Łącznie |
| 1       | Kanada    | 9  | 1  | 0  | 10      |
| 2       | Nigeria   | 1  | 3  | 0  | 4       |
| 3       | Anglia    | 0  | 3  | 1  | 4       |
| 4       | Indie     | 0  | 2  | 3  | 5       |
| 5       | Australia | 0  | 1  | 1  | 2       |
| 6       | Szkocja   | 0  | 0  | 2  | 2       |
| 6       | Pakistan  | 0  | 0  | 2  | 2       |
| 8       | Cypr      | 0  | 0  | 1  | 1       |
| Łącznie | Łącznie   | 10 | 10 | 10 | 30      |